# Haplosyllis basticola
Haplosyllis basticola är en ringmaskart som beskrevs av Sarda, Avila och Paul 2002. Haplosyllis basticola ingår i släktet Haplosyllis och familjen Syllidae. Inga underarter finns listade i Catalogue of Life.